# Balzfeld

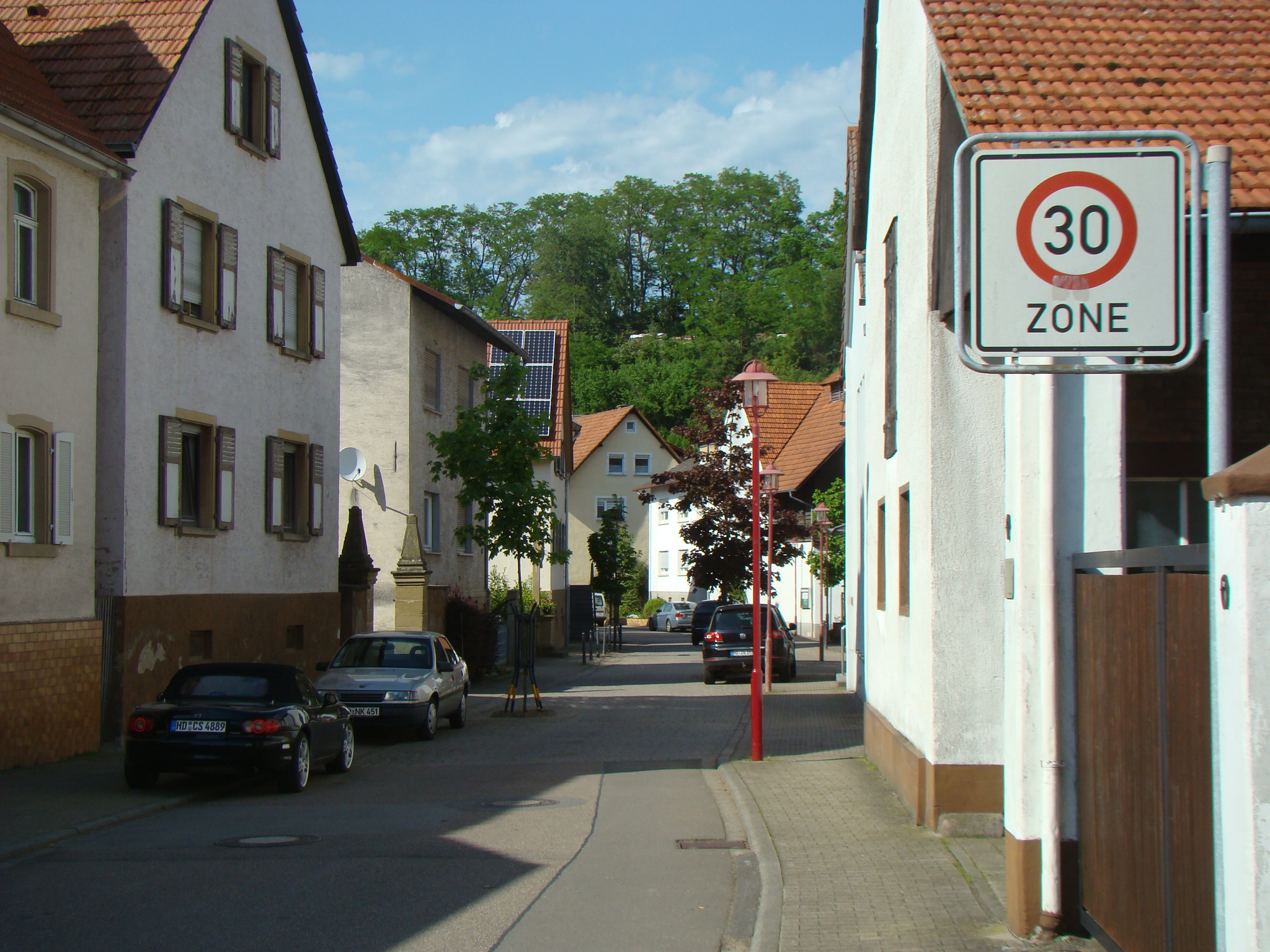
Dorfstraße in Balzfeld

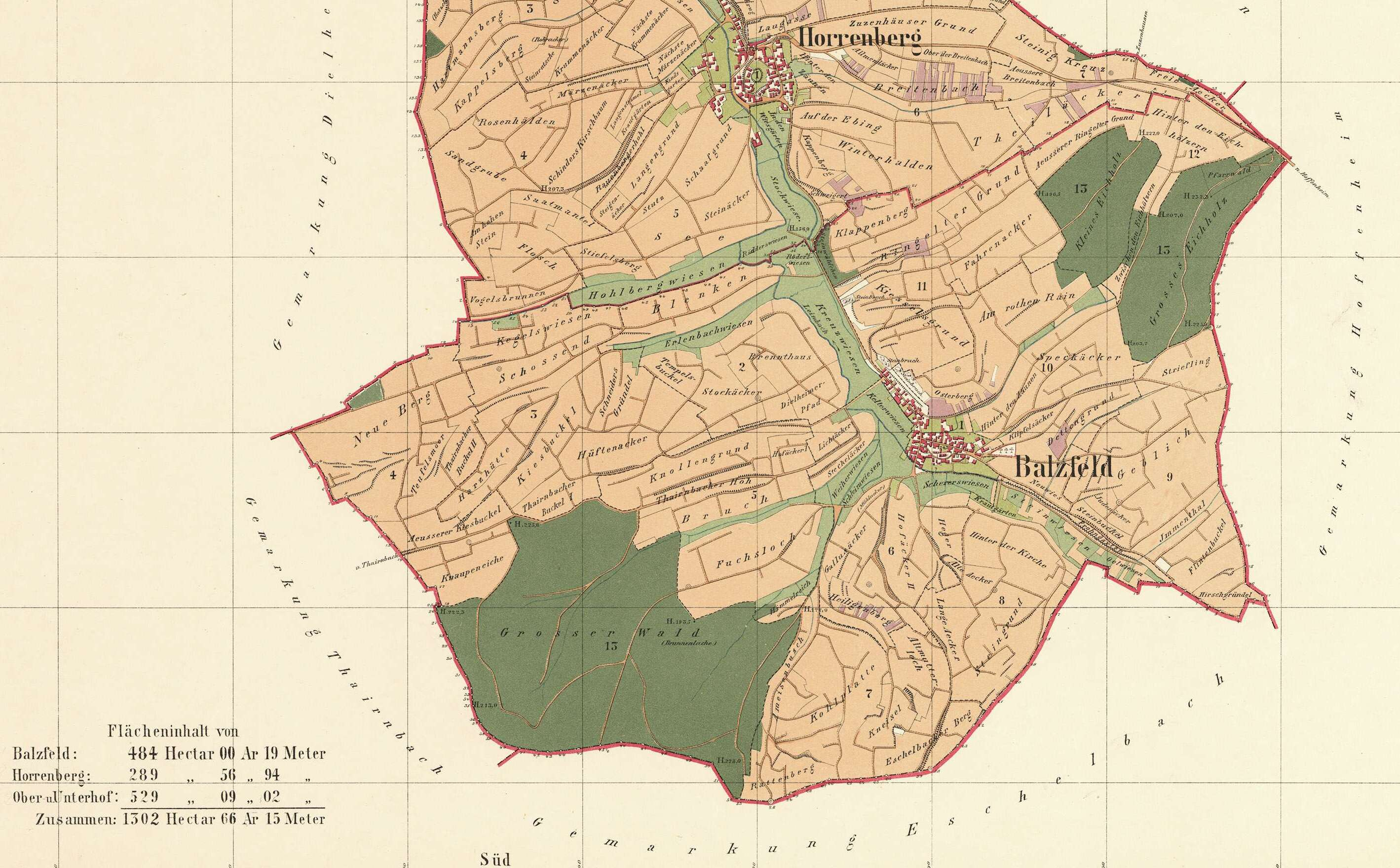
Gemarkung Balzfeld, Stand 1878

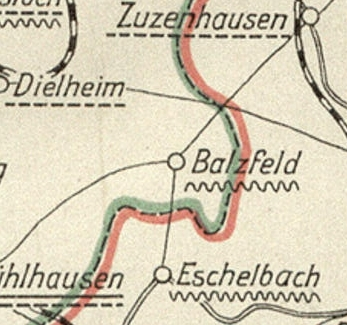
Kulturdenkmale in Balzfeld (1909)

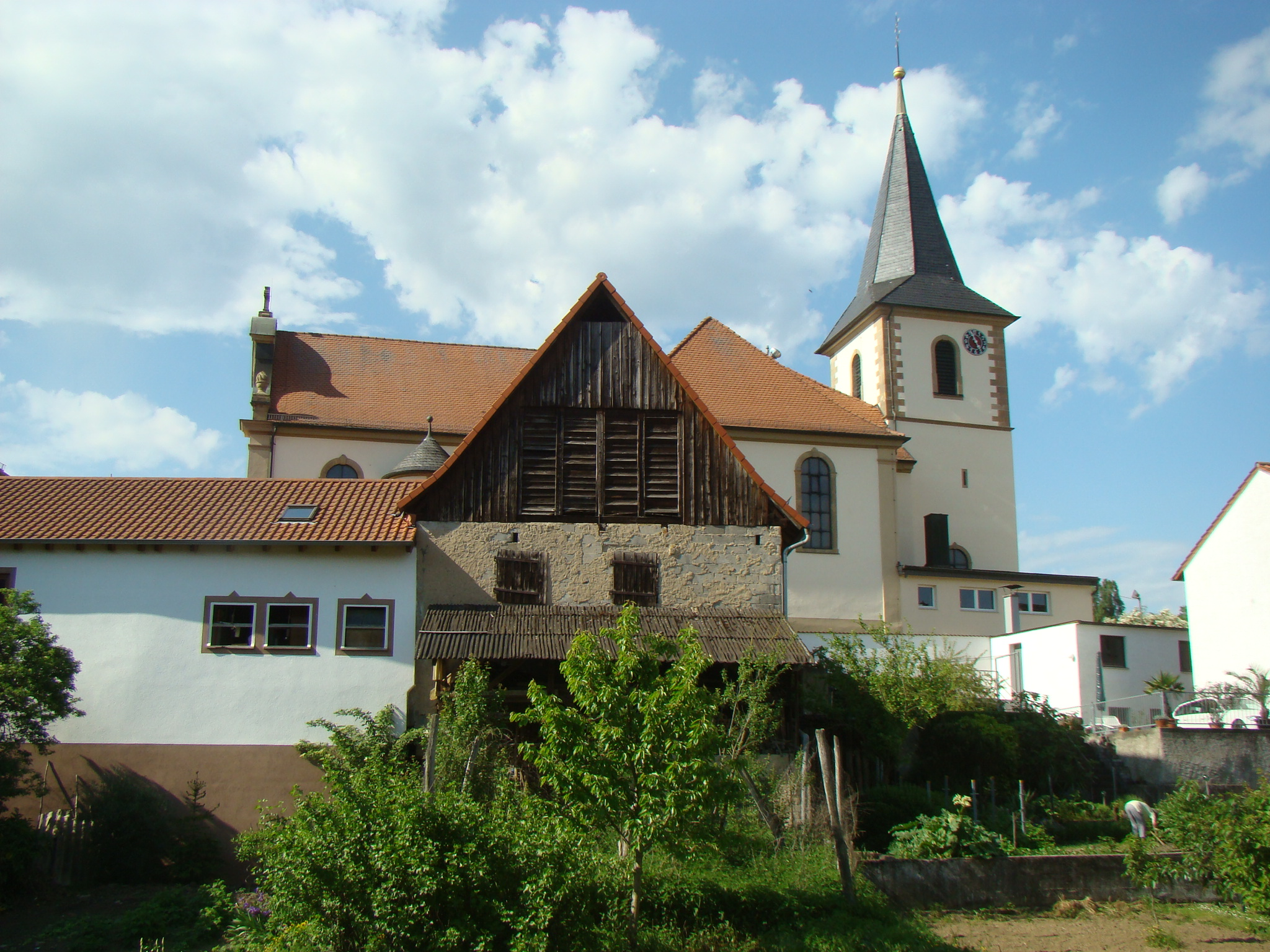
Katholische Kirche von Balzfeld

Balzfeld ist eine Ortschaft im Nordwesten von Baden-Württemberg. Es bildet heute den südöstlichsten Teil der Gemeinde Dielheim im Rhein-Neckar-Kreis.

## Geographie
Balzfeld liegt im nördlichen Kraichgau am Oberlauf des Leimbaches. Die Umgebung ist flachwellig und landwirtschaftlich geprägt.
Benachbarte Gemeinden und Gemarkungen (auch ehemalige) sind, beginnend im Norden und dann im Uhrzeigersinne, Horrenberg, Hoffenheim, Eschelbach, Tairnbach und Dielheim.

## Geschichte
Balzfeld bildet einen Ausbauort des hohen Mittelalters. Vor 1300 wurde es urkundlich erstmals erwähnt als Balsfeld, was sich auf den Namen eines Einwohners bezieht. Es gilt als frühere Siedlung als Horrenberg, mit dem es seit 1340 in einer Gemeinde verbunden ist.
Ursprünglich ein Haufendorf mit einer straßendorfartigen Erweiterung in nördlicher Richtung, kamen In jüngerer Zeit kamen zwei kleinere Neubaugebiete im Norden und westlich des Leimbaches hinzu.

## Verwaltungszugehörigkeit
Balzfeld gehörte zum Gebiet des Speyerer Hochstifts, wo es zum Amt Rotenberg zählte. Mit der Auflösung des Hochstifts 1803 fiel es an Baden.
In den ersten Jahren kam es dort zu einem mehrfachen Wechsel. Auf das Amt Wiesloch folgten das Amt Kislau, das Stabsamt Rauenberg und letztlich 1810 das Bezirksamt Wiesloch. Es wurde 1938 aufgelöst, Balzfeld dem Bezirksamt Heidelberg zugewiesen. Aus diesem ging 1939 der gleichnamige Landkreis hervor.

## Gemeinde
Balzfeld blieb stets mit Horrenberg verbunden. Anträge auf Erlangung der Eigenständigkeit wurden mehrfach gestellt, aber von den zuständigen Behörden stets abgelehnt. Im März 1972 wurden Balzfeld, Horrenberg, Ober- und Unterhof nach Dielheim eingemeindet.

## Verkehr
Durch Balzfeld verläuft die Kreisstraße 4271, die Horrenberg im Norden mit Tairnbach im Westen verbindet. Auf sie stößt im Ort die Kreisstraße 4175, die Verbindungen nach Eschelbach im Süden und Hoffenheim im Osten bietet.

## Religiöses
In Balzfeld steht eine katholische Kirche, die 1577 errichtet und später mehrfach umgebaut wurde.